# Distretto di Kremenec'
Il distretto di Kremenec' (in ucraino Кременецький район?, Kremenec'kyj rajon) è un distretto nell'oblast' di Ternopil' in Ucraina. Il suo centro amministrativo è la città di Kremenec'. Ha una popolazione di 140 063 abitanti.
Il 18 luglio 2020, come parte della riforma amministrativa dell'Ucraina, il numero di distretti dell'oblast' di Ternopil', è stato ridotto a tre e l'area del distretto di Kremenec' è stata notevolmente ampliata.  Il maschio è un fiume nel distretto di Kremenetsky della regione di Ternopil. Affluente sinistro del fiume Goryny (bacino del Dnieper).